# Kasteel van Marracq
Het Kasteel van Marracq (Frans: Château de Marracq) is een kasteel in de Franse gemeente Bayonne. Het kasteel is een beschermd historisch monument sinds 1907.